# Macleod
Macleod, MacLeod oder Mac Leod ist ein englischer Familienname.

## Namensträger
- A. A. MacLeod (1902–1970), kanadischer Politiker
- Alasdair Ban MacLeod (1788–1854), schottischer Arzt und Gutsverwalter
- Alistair MacLeod (1936–2014), kanadischer Schriftsteller
- Ally MacLeod (1931–2004), schottischer Fußballspieler und -trainer
- Andries Mac Leod (1891–1977), belgisch-schwedischer Philosoph und Mathematiker
- Angus Macleod (1951–2014), britischer Journalist
- Callum MacLeod (* 1988), britischer Automobilrennfahrer
- Carla MacLeod (* 1982), kanadische Eishockeyspielerin und -trainerin
- Charles MacLeod-Robertson (1870–1951), britischer Segler
- Charlotte MacLeod (1922–2005), kanadische Schriftstellerin
- Christine MacLeod (* 1952), britische Historikerin
- Colin MacLeod (1909–1972), kanadischer Genetiker
- Colin William MacLeod (1943–1981), britischer Klassischer Philologe
- Darius Merstein-MacLeod (* 1966), deutscher Sänger, Schauspieler, Regisseur und Komponist
- Dave MacLeod (* 1978), britischer Sportkletterer
- Donald MacLeod (1938–2015), kanadischer Skilangläufer
- Doug MacLeod (Musiker) (* 1946), US-amerikanischer Sänger, Gitarrist und Songwriter
- Doug MacLeod (Schriftsteller) (* 1959), australischer Schriftsteller und Journalist
- Evelyn Macleod, Baroness Macleod of Borve (1915–1999), britische Politikerin
- Fiona Macleod, Pseudonym von William Sharp (1855–1905), schottischer Schriftsteller
- Gavin MacLeod (1931–2021), US-amerikanischer Schauspieler
- George MacLeod, Baron MacLeod of Fuinary (1895–1991), schottischer Geistlicher
- Gregor MacLeod (* 1998), kanadischer Eishockeyspieler
- Hannah Macleod (* 1984), britische Hockeyspielerin
- Henry Dunning Macleod (1821–1902), britischer Nationalökonom
- Henry George Macleod (1791–1847), britischer Offizier und Kolonialbeamter
- Iain Macleod (1913–1970), britischer Politiker
- Ian R. MacLeod (* 1956), britischer Schriftsteller
- Jean S. MacLeod (1908–2011), britische Schriftstellerin
- Jeff MacLeod (* 1971), kanadischer Eishockeyspieler und -trainer
- John Macleod (General) (1752–1833), britischer General und „Master Gunner St James’s Park“
- John MacLeod, 1. Baronet (1857–1934), schottischer Politiker
- John James Rickard Macleod (1876–1935), schottisch-kanadischer Physiologe
- John George Macleod (1915–2006), schottischer Mediziner
- John MacLeod (Musiker) (* 1955), kanadischer Jazzmusiker
- Karen McLeod (1958–2021), britische Marathonläuferin, siehe Karen Nicolson
- Kathleen MacLeod (* 1986), australische Basketballspielerin
- Katie Gregson-MacLeod (* 2001), schottische Singer-Songwriterin
- Ken MacLeod (* 1954), schottischer Schriftsteller
- Kevin MacLeod (* 1972), US-amerikanischer Komponist und Musikproduzent
- Mary Macleod (* 1969), britische Politikerin (Conservative Party)
- Matthew MacLeod (* 1973), kanadischer Umweltchemiker
- Matthew Donald Macleod (1922–2010), britischer Klassischer Philologe
- Moira MacLeod (* 1957), britische Hockeyspielerin
- Murdo MacLeod (Fußballspieler) (* 1958), schottischer Fußballspieler
- Murdo MacLeod (Snookerspieler) (* 1947), schottischer Snookerspieler
- Neil MacLeod (* 1960), australischer Australian-Football-Spieler
- Norman Macleod (1927–1991), schottischer Schachkomponist
- Pat MacLeod (* 1969), kanadischer Eishockeyspieler
- Pegi Nicol MacLeod (1904–1949), kanadische Malerin
- Robert B. MacLeod (1907–1972), US-amerikanischer Psychologe
- Rory MacLeod (* 2006), schottischer Fußballspieler
- Sam MacLeod (* 1994), britischer Automobilrennfahrer
- Scott MacLeod (Eishockeyspieler) (* 1959), kanadischer Eishockeyspieler
- Scott MacLeod (Rugbyspieler) (* 1979), schottischer Rugbyspieler
- Sian Christina MacLeod (* 1962), britische Diplomatin
- Stephan MacLeod (* 1971), Schweizer Sänger (Bariton) und Dirigent